# Мартина, Маурицио
Маурицио Мартина (итал. Maurizio Martina; 9 сентября 1978, Кальчинате, провинция Бергамо, регион Ломбардия) — итальянский политик, министр сельского хозяйства (2014—2018).

## Биография
Родился 9 сентября 1978 года в Кальчинате, получил среднее специальное образование в области сельского хозяйства, окончив Аграрный колледж в Бергамо (Istituto tecnico Agrario di Bergamo), а в 2004 году — высшее образование со специализацией в политологии в университете Мачераты (Università di Macerata). В 1994 году избран в коммунальный совет Морнико-аль-Серио в провинции Бергамо. В 2004 году возглавил провинциальную организацию левых демократов в Бергамо, в 2007 — региональную организацию Демократической партии в Ломбардии, с 2010 года входил в региональный парламент Ломбардии, в 2013 году занял должность младшего статс-секретаря (sottosegretario di stato) Министерства сельскохозяйственной, продовольственной и лесной политики Италии в правительстве Летта, с 22 февраля 2014 года — министр сельского хозяйства в правительстве Ренци.
22 апреля 2014 года, выступая перед Комиссией Палаты депутатов по сельскому хозяйству, Мартина сообщил о разработке плана инвестиций в развитие аграрной отрасли, который получит финансирование в объёме 4,5 млрд евро из фондов Евросоюза в рамках программы Общей аграрной политики. Среди заявленных целей он назвал блокирование биотехнологий в Италии, согласование необходимых мер развития сельского хозяйства с регионами Италии, продвижение переговоров ЕС и США о взаимном снижении бюджетных субсидий сельхозотрасли. 1 января 2015 года Общая аграрная политика (Politica agricola comune, PAC) вступила в силу.

### Деятельность в руководстве Демократической партии и в её правительствах
19 июня 2015 года Мартина стал одним из соучредителей нового течения внутри Демократической партии — «Sinistra è cambiamento» (Левые — это перемены), призванного сформулировать левую оппозицию программе премьер-министра Ренци. В числе заявленных целей были провозглашены следующие: снижение ставки НДС с 27 % до 24 % вместо намеченного повышения до 33; предоставление возможности желающим уйти на пенсию в 62 года при наличии трудового стажа минимум 35 лет; ускорение темпов проводимой школьной реформы с задачей обеспечить к 1 сентября наём дополнительных 100 тыс. преподавателей. Впоследствии лидером группы, насчитывающей около 50 депутатов, стал восприниматься Мартина. В ходе подготовки к референдуму в декабре 2016 года по реформе Сената сторонники движения поддерживали голосование «за».
12 декабря 2016 года вновь получил портфель министра сельского хозяйства — в сформированном после отставки Маттео Ренци правительстве Джентилони.
7 мая 2017 года избран единственным заместителем национального секретаря Демократической партии Маттео Ренци.
4 марта 2018 года ДП потерпела тяжёлое поражение на очередных парламентских выборах, и 12 марта 2018 года Национальное правление ДП приняло решение об отставке с должности национального секретаря Маттео Ренци и возложении временного исполнения обязанностей лидера на период до ближайшего съезда партии на Маурицио Мартина (по итогам этих выборов он впервые прошёл в Палату депутатов по списку ДП в Ломбардии).
13 марта Мартина вышел из правительства, а обязанности министра сельского хозяйства временно перешли к премьер-министру Джентилони.
7 июля 2018 года Национальная ассамблея ДП подавляющим большинством (7 делегатов против, 13 воздержались) утвердила Мартина новым национальным секретарём.
17 ноября 2018 года объявил об отставке с поста лидера партии в связи с началом подготовки к партийному съезду и прямых выборов национального секретаря в период до мая 2019 года, когда должны пройти европейские выборы.
3 марта 2019 года проиграл выборы национального секретаря Демократической партии, в которых его соперниками стали Никола Дзингаретти и Роберто Джакетти) (победителем вышел Дзингаретти, заручившийся поддержкой 70 % избирателей).

### Деятельность в FAO
В январе 2021 года сдал депутатский мандат и отошёл от политической деятельности в Италии, заняв должность специального советника(де-факто заместителя) генерального директора Продовольственной и сельскохозяйственной организации ООН (FAO).

## Частная жизнь
Родители — Ремиджио Мартина и Лиана Гатти. В 2007 году женился на Маре Тести, в 2008 году родилась дочь Джорджия. 27 марта 2014 года, будучи министром сельского хозяйства, Маурицио Мартина подписал официальный отказ от представления декларации имущественного положения супруги и близких родственников.